# Capanna Grossalp
Die Capanna Grossalp (deutsch Grossalphütte) ist eine Schutzhütte westlich oberhalb von Bosco/Gurin im Schweizer Kanton Tessin. Sie gehört der Sektion Locarno der Unione Ticinese Operai Escursionisti (UTOE) und dem Dachverband Federazione Alpinistica Ticinese (FAT).
Die Grossalphütte ist sowohl über eine einstündige Wanderung vom Dorf als auch über einen Sessellift erreichbar. Sie ist Etappenort der Via Alta Vallemaggia.

## Übergänge
- Cimalmotto (Val di Campo) über den Passo Quadrella in 3 Stunden, 12. Etappe der Via Alta Vallemaggia
- Valle Antigorio über den Passo di Bosco oder die Guriner Furka, Gegenrichtung der 11. Etappe der Via Alta Vallemaggia
- Rifugio Pian di Crest über die Bocchetta Formazzöö
- Fernwanderung Spruga–Bosco/Gurin: Ausgangsort Spruga oder Capanna Alpe Salei: 1. Etappe über Passo del Bùsan bis Capanna Alpe Arena in 3 ½ Stunden, 2. Etappe über Passo della Cavegna bis Rifugio La Reggia Cimalmotto in 4 ½, 3. Etappe Passo Quadrella bis Capanna Grossalp in 3 Stunden oder Bosco/Gurin in 4 Stunden. Die Gehzeit für die 26 Kilometer lange Strecke über drei Pässe mit 2200 Meter Aufstieg und 1800 Meter Abstieg beträgt insgesamt 12 Stunden (Schwierigkeitsgrad T2).[2]

## Gipfelbesteigungen
- Pizzo Bombögn (2331 m)
- Grosshorn (2150 m)
- Sasso Rosso (2177 m)
- Kleinhorn (2171 m)
- Madone / Batnall (2748 m)
- Ritzberg (2592 m)
- Pizzo Stella / Martschenspitz (2688 m)
- Pizzo Biella / Wandfluhhorn (2856 m)